# Rade b. Rendsburg
Rade b. Rendsburg är en kommun med orten Rade i Kreis Rendsburg-Eckernförde i förbundslandet Schleswig-Holstein i Tyskland.
Kommunen ingår i kommunalförbundet Amt Eiderkanal tillsammans med ytterligare sex kommuner.